# 塔中的王子
塔中的王子（英語：Princes in the Tower）指的是英格蘭國王爱德华四世與王后伊丽莎白·伍德维尔的兩位兒子——被罷黜的國王爱德华五世及其弟弟約克公爵什魯斯伯里的理查，1483年，年僅12歲的愛德華五世繼承王位，與9歲的弟弟被其父親的弟弟、當時的攝政王理查三世安置於倫敦塔，準備接受加冕典禮。然而，加冕尚未舉行，兩位王子便被國會以「私生子」名義剝奪王位繼承權，理查三世隨即自立為王。此後，兩人最後一次公開露面便是在倫敦塔中，隨即神秘失蹤，實際命運不明。
多數歷史學者推測兩位王子遭謀害以鞏固理查三世的王位，普遍認為他們可能於1483年在倫敦塔中被殺，但現有證據多屬間接推論，缺乏確鑿實證。除理查三世外，其他嫌疑人包括其親戚第二代白金汉公爵亨利·斯塔福德，以及後來的國王亨利七世及其母親玛格丽特·博福特女领主。亦有說法認為兩王子可能有人倖免於難。1487年，冒名者蘭伯特·西姆納爾於都柏林被加冕為「愛德華王」，後被認為其實是約克家族親戚第十七代沃里克伯爵爱德华·金雀花。此外，自1491年至1497年間，另一名自稱約克公爵的冒名者珀金·沃貝克也曾獲部分同時代人支持，包括約克王子的姑母、布艮地公爵夫人約克的瑪格麗特。
1674年，倫敦塔內一處階梯下發現一只木箱，內藏兩具兒童人骨，當時普遍認為即為兩位王子的遺骸。查理二世下令將骨骸安葬於西敏寺，迄今仍存於該處。

## 背景
1483年4月9日，愛德華四世在病重三週後驟然辭世。 當時，愛德華的兒子、新王愛德華五世居於拉德洛城堡；國王之弟格洛斯特公理查則駐守於約克郡的米德爾赫姆城堡。約在4月15日，理查獲悉兄王去世，亦有可能早已知曉其病情。 據稱，他隨即前往約克座堂公開宣示對新王的效忠。 《克勞蘭編年史》記載，愛德華四世臨終前指定其弟格洛斯特公擔任护国公。 然而此遺命未必具拘束力，正如亨利五世的前例所示，英國樞密院不一定遵從已故君主之意。
愛德華五世與格洛斯特公自西方與北方啟程，於4月29日在斯托尼斯特拉特福會合。翌日清晨，格洛斯特公逮捕了王子的隨行人員，其中包括舅父安東尼·伍德維爾，第二代里弗斯伯爵與異父兄理查德·格列爵士。 二人隨後被送往約克郡龐特弗雷特城堡，於6月25日遭處決。 此後，格洛斯特公掌控了王子，迫使伊丽莎白·伍德维尔攜帶幼子第三代约克公爵约克的理查及女兒們透過庇護權躲避於西敏寺。
愛德華五世與格洛斯特公一同抵達倫敦。加冕計畫仍在進行，但原訂於5月4日的日期被延至6月25日。 5月19日，愛德華被安置於倫敦塔，該處為傳統上君主加冕前的居所。 6月16日，他的弟弟理查也從庇護所帶至倫敦塔中。此後，加冕日期被其叔父無限期推遲。6月22日（星期日），倫敦市長之弟拉爾夫·沙博士於聖保羅座堂廣場講壇講道，宣稱格洛斯特公為約克王朝唯一合法繼承人。 6月25日，「由貴族、騎士與紳士」組成的一群人向理查請願，要求其登基。 兩位王子隨後被國會宣告為私生子，此決議於1484年由名為《王室頭銜法》的國會法令確認。該法主張愛德華四世與伊莉莎白·伍德維爾之婚姻因愛德華先前與埃莉諾·塔爾博特夫人有婚約且后者在爱德华结婚时仍在世而無效。 格洛斯特公遂於7月6日加冕為英格蘭國王，即理查三世。 羅斯瑪麗·霍羅克斯認為，此宣告為理查登基提供一種追溯法令的正當性論證。

## 失蹤
多明尼克·曼奇尼是一位於1480年代訪問英格蘭的義大利方濟會士，他在1483年春夏之交逗留倫敦期間記錄道：當理查三世奪取王位後，愛德華與其弟理查被帶入「倫敦塔的內部居所」，此後二人現身頻率日益稀少，最終完全消失。曼奇尼記述，在此期間，愛德華定期接受一名醫生探視，該醫生表示，愛德華「如同待宰的祭品般，每日懺悔與贖罪，因他深信死亡已迫在眉睫」。 原文中提及「Argentinus medicus」一詞，過去曾譯為「來自史特拉斯堡的醫師」；但D.E. 羅茲指出，此語實可能指約翰·阿金廷——一位英格蘭醫生，後曾任劍橋大學國王學院院長，亦為國王亨利七世長子亚瑟·都铎的御醫。

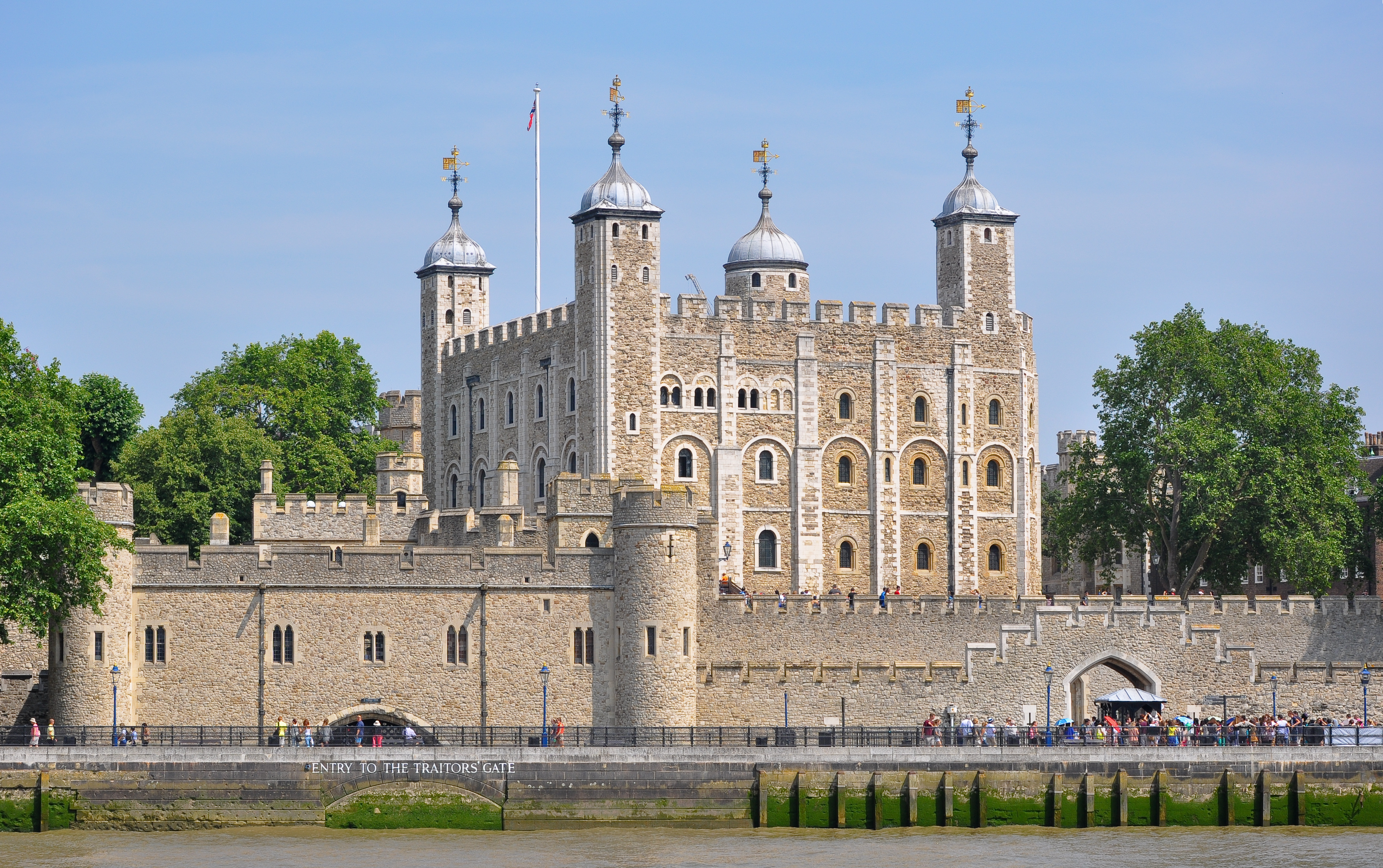
倫敦塔即為最後目睹王子兄弟的地點。

據報，理查與其兄團聚後，有目擊指出二人在塔內庭院遊玩，但自1483年夏季後，便再無可信目擊紀錄。七月底嘗試解救兩位王子的行動亦告失敗。
多數歷史學者相信兩位王子遭謀害，部分推測死亡發生於1483年夏末。莫里斯·金主張，當年對理查發起的叛亂起初「旨在於為時未晚前從倫敦塔中救出愛德華五世與其弟」，然而隨著白金汉公爵加入，其重心轉為支持亨利七世，因為「白金漢幾乎可以確定兩位王子已經遇害」。 艾莉森·韋爾推定1483年9月3日為可能遇害日期； 但韋爾的研究亦遭批評，指出其「結論更多依賴自身想像，而非她所誤導性呈現的不確定證據」。
克萊門茨·馬卡姆則認為王子可能至1484年7月仍在世，他指出理查三世宮廷所頒布的一項規定中寫道：「孩子們應一同用早餐。」 但詹姆斯·蓋德納反駁稱，「孩子們」一詞指涉不明，未必包括兩位王子本人。 該處或許指第十七代沃里克伯爵爱德华·金雀花（其父為第一代克拉伦斯公爵乔治·金雀花），或是愛德華四世兩位幼女約克的凱薩琳與約克的布里奇特，皆在謝里夫哈頓由理查三世照料下生活。

### 傳聞
多個來源顯示，兩位王子失蹤後不久，便有他們已遭遇害的傳聞流傳。1484年1月，法國大法官吉拉姆·德·羅什福爾在三級會議上警告人們「引以為戒」，因為兩位王子的命運令人警醒，而當時的法國國王查理八世年僅13歲。 早期報導，包括羅什福爾、法國政治家菲利普·德·科米纳、德國編年史學家卡斯帕·溫賴希（Caspar Weinreich）以及鹿特丹書記揚·阿勒茲（Jan Allertz）等所述，皆指稱理查三世在奪位前（即1483年6月以前）即已殺害王子。 然而，科米納於約1500年撰寫的《回憶錄》中，卻將兇手認定為白金漢公爵，並指是由他「執行了殺害命令」。

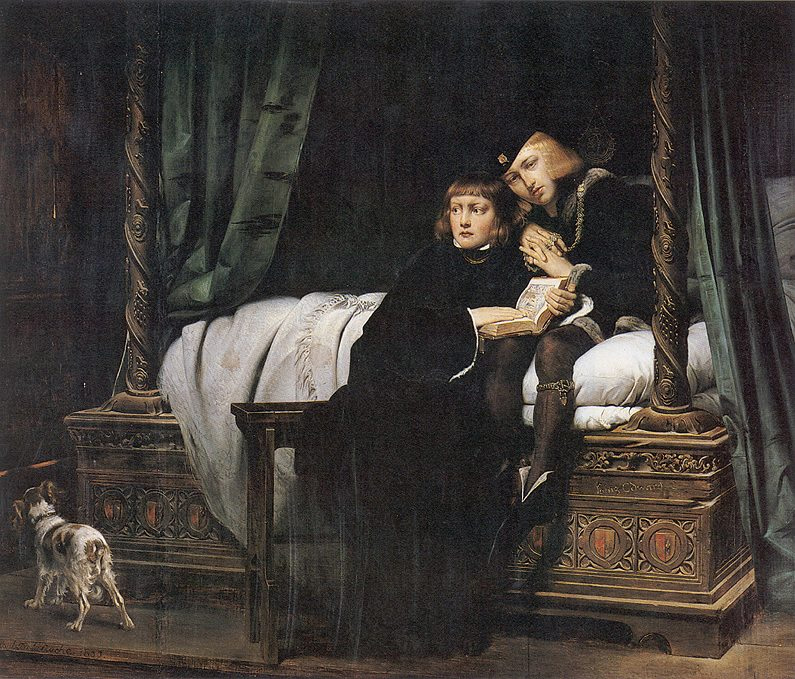
保罗·德拉罗什的畫作《倫敦塔中的愛德華五世與約克公爵》，19世紀畫家常以「天真孩童等待不明命運」為題材。畫中愛德華五世佩戴著嘉德勳章標誌。藏於巴黎羅浮宮。

除兩位王子的失蹤外，迄今無任何直接證據證明他們確遭謀殺，且相關說法中無任何「可靠、消息靈通、中立且無偏見」的來源。 然而，他們失蹤後，有關兩人已被謀殺的傳聞在法國迅速傳播。
至2023年11月為止，唯一可確認為同時代且當代於倫敦完成的記錄，是由多明尼克·曼奇尼撰寫的，其文稿直到1934年才於里爾市立圖書館被發現。其他多數敘述則多在亨利七世即位後撰寫，且往往帶有都鐸王朝的宣傳色彩或偏見。
曼奇尼的記述是唯一在1483年11月以前完成的，屬於倫敦境內當代資料。 《克勞蘭編年史》與科米納的記載，則分別成書於理查三世死後三年及十七年，均在亨利七世即位之後。地理學家克萊門茨·馬卡姆曾在曼奇尼記錄出土之前撰文，主張《克勞蘭編年史》等部分史料可能由约翰·莫顿撰寫或深受其影響，目的在於詆毀理查三世。

### 早期作家觀點
理查三世國王
```
:你敢對我一位朋友下手嗎？
:
泰萊爾

:是的，我的國王；
:但我寧願殺死兩個敵人。
:
理查三世國王

:那正合我意：兩個死敵，
:是我安眠的障礙，
:正是我要你對付的人。
:泰萊爾，我指的是那兩個塔中的私生子。
```

羅伯特·法比安於王子失蹤約三十年後編撰的《倫敦編年史》，明確指出理查三世即為兇手。
托馬斯·莫爾（一位忠於都鐸王朝的作家，其少年時曾在理查三世政敵紅衣主教約翰·莫頓家中服侍）於約1513年撰寫了《理查三世史》。書中指出，是理查三世的忠僕詹姆斯·泰萊爾奉命謀殺兩位王子。據稱泰萊爾於1502年因叛國被處決前曾坦承犯行。莫爾記述，兩位王子在床上遭泰萊爾派出的兩名刺客邁爾斯·福雷斯特（Miles Forrest）與約翰·戴頓（John Dighton）——悶死，屍體被埋於「樓梯腳下，一個適中深度的地穴中，覆蓋著大量石塊」，隨後又被挖出另行秘葬。
歷史學家提姆·桑頓指出，福雷斯特之子後來在亨利八世時代宮廷任職，托馬斯·莫爾可能透過他們得知謀殺細節。
波利多·維吉爾亦於約1513年著作的《英格蘭史》中提及泰萊爾謀殺王子。他寫道，泰萊爾「哀傷地騎馬前往倫敦」，依理查三世命令完成謀殺，且理查本人為阻止叛亂，故意散播王子已死的消息。
《霍林舍德編年史》於16世紀下半葉撰寫，主張兩位王子遭理查三世謀殺。該編年史是威廉·莎士比亞創作劇作《理查三世》的重要資料來源之一，莎士比亞也在劇中將理查描繪為兇手，即命令泰萊爾}殺害兩位王子。A·J·波拉德認為此書所記反映當時「標準且被廣泛接受的說法」，但到了撰寫時，「宣傳已然轉化為歷史事實」。
托馬斯·摩爾撰寫此記載時的目的是傳遞道德觀點，而非忠實再現歷史。雖然摩爾的敘述部分仰賴第一手資料，但整體上多取材自其他來源。此外，摩爾的記述也是莎士比亞《理查三世》的素材之一，該劇同樣指控理查謀害年幼王子。

## 遺骸

### 倫敦塔
1674年7月17日，工人在改建倫敦塔時，於白塔內部通往小禮拜堂的階梯下方約10英尺（3.0）深處挖出一只木箱，內含兩具小型人類骸骨。這並非塔內首次出土兒童骨骸；先前曾於一處「被封閉的舊房間」中發現兩具孩童遺骸，A·J·波拉德指出這也可能是失蹤王子之骨。 之所以認為此次所發現骨骸屬於王子，是因其位置與摩爾所述部分吻合。然而，摩爾也曾寫道遺體「後來被移至更妥當之地」，這與實際出土地點不符——當時發現骨骸的階梯在理查三世統治期間尚未建成。
有匿名記錄指出，骸骨旁有「些許布片與天鵝絨」，其中天鵝絨可能顯示死者為貴族出身。四年後，查理二世下令將這些遺骸放入骨灰甕中，葬於西敏寺內亨利七世礼拜堂牆中，現有由克里斯托弗·雷恩設計的紀念碑標示其處。拉丁文碑文寫道：「此處葬有英格蘭國王愛德華五世與約克公爵理查的遺骸，他們渴望已久、長年尋覓的骸骨，於1674年7月17日，在白塔小禮拜堂通往階梯的瓦礫下被發現，距離他們遇害已近一百九十年。」
1933年，西敏寺的檔案管理員勞倫斯·坦納、解剖學教授威廉·萊特以及牙科學會會長喬治·諾斯克羅夫特對這些骨骸進行檢驗。他們根據骨骸與牙齒的測量結果，認為這些遺骸屬於兩名年齡符合失蹤王子的孩童。 骨骸與雞骨及其他動物遺骸混雜，並發現三根鏽蝕嚴重的鐵釘。兩具骸骨中，一具體型較大，但缺失多處骨骼，包括小者的部分下顎骨與大者的全部牙齒。許多骨頭在最初出土時即已破損。 此次檢驗遭受批評，原因在於檢查一開始便假定骨骸為王子遺骸，且僅專注於是否有窒息跡象，甚至未嘗試判定骨骸的性別。
至今尚未對這些骨骸進行更進一步的科學檢驗，遺骸仍安置於西敏寺；此外，也未曾嘗試進行DNA分析（即使存在提取DNA的可能性）。英國政府的「電子請願」網站曾有一項請願，要求對這些骨骸進行DNA檢驗，但該請願在結束日期前數月即被關閉。若請願獲得十萬個簽名，即可觸發國會辯論。A·J·波拉德指出，即便現代DNA檢測及放射性碳定年法確認這些骨骸確為王子所有，也無法證實其死因或兇手身分。

### 聖喬治禮拜堂
1789年，工人在修繕溫莎城堡聖喬治禮拜堂期間，意外打開了愛德華四世及其王后伊麗莎白·伍德維爾的墓穴，並發現旁邊似乎有一個較小的附屬墓室。該墓室內安放有兩具身份不明的兒童棺木，但當時未對其進行任何檢驗，墓穴隨即封閉。墓誌銘標示兩人為愛德華四世之子女：兩歲逝世的貝德福德公爵喬治（George, 1st Duke of Bedford）及十四歲過世的瑪麗·約克（Mary of York）；兩人均先於國王逝世
然而，在1810至1813年間，為建造喬治三世國王的皇家墓室，於沃爾西墓室下方進行挖掘時，在教堂其他區域發現了兩具明確標示為喬治·普蘭塔奇尼（George Plantagenet）與瑪麗·普蘭塔奇尼（Mary Plantagenet）的鉛棺。這兩具鉛棺隨後被移入愛德華四世相連的地下墓室中，但當時並未對原先安置於愛德華四世墓室內的兩具鉛棺進行身份鑑定。
1990年代末，聖喬治教堂在愛德華四世墓附近進行工程，挖掘地面以更換舊鍋爐，並增設未來溫莎教區主教與教士遺骸的存放處。隨後，有申請向溫莎教區主教與教士請求，允許使用光纖攝影機檢視兩個地下墓室，或在可行的情況下重新檢驗其中兩具身份不明的鉛棺。這兩具鉛棺與愛德華四世兩位子女的鉛棺一起發現，當時是在1810至1813年間建造喬治三世國王皇家墓室時被發現並置於相鄰的地下墓室內。由於開啟任何皇家墓室須取得王室同意，當時決定將該處暫時保留，不對外公開調查。
2012年，理查三世遺骨的挖掘與重新安葬引發對重新挖掘「兩位王子」骸骨的興趣，但伊麗莎白二世從未批准對任何安葬中的王室成員進行檢測。
2022年，英國歷史皇家宮殿機構共同首席策展人特蕾西·博爾曼表示，查爾斯三世對此事持「截然不同的看法」，有可能支持展開調查。

## 理論
由於缺乏確鑿證據，關於兩位王子命運的理論眾多。其中最廣為流傳的說法認為，王子在失蹤不久後即遭謀殺。支持謀殺理論的歷史學者與作家中，最廣泛接受的觀點是，王子遭到其叔叔理查三世下令殺害。

### 理查三世
許多歷史學者認為理查三世，即兩位王子的叔叔，是最可能涉案的嫌疑人。儘管兩位王子已被排除於繼承順位之外，理查奪取王位的方式極不穩妥，導致約克王朝體系內部對他產生強烈反彈。 當時已有勢力試圖營救王子並恢復愛德華五世的王位，這清楚表明，王子在世之時，他們的存在始終構成對理查權力的威脅。理查的敵人可能會利用兩位王子作為反叛的象徵。
早在1483年底，就有王子已死的流言傳出，但理查從未試圖公開讓他們現身以證明他們仍然在世，這強烈暗示他們當時已經遇害。然而，理查也未對此保持沉默。拉斐尔·霍林斯赫德於1577年所著的《英格蘭、蘇格蘭與愛爾蘭編年史》中記載，理查「既為向世人洗清對其謀害姪子之嫌，又為贏得群眾的歡心（儘管他們表面附和、內心虛偽），…揮霍無度地送出無數重賞，最終弄得自己財匱力竭，甚至難以體面借債」。
王子最後一次被目擊時，理查正巡行於約克郡核心地區。當時王子們被囚禁於倫敦塔，由理查的部屬看管，且根據理查指示，對外聯絡受到嚴格限制。 若他們遭到謀殺，理查不知情的可能性極低。托馬斯·莫爾與波利多爾·維吉爾均指稱詹姆士·泰萊爾爵士是行兇者。泰萊爾是一位多次為約克家族效力的英格蘭騎士，於1502年因支持另一位約克派王位繼承人而被亨利七世逮捕。據莫爾所述，泰萊爾在行刑前曾在酷刑下坦承，是受理查三世指使謀殺兩位王子。
目前唯一記載此供詞的文獻是托馬斯·莫爾的著作，他聲稱泰瑞爾在審訊時坦白承認理查下令殺人，並牽連了另外兩名共犯；但在進一步詢問下，他無法指出遺體下落，只稱是由倫敦塔總管羅伯特·布拉肯伯里將其轉移。威廉·莎士比亞亦在戲劇中將泰瑞爾描繪為兇手，是理查在白金漢公爵推辭後另覓之人。此說法亦被艾莉森·韋爾接受， 而邁可·希克斯指出，泰瑞爾於1483年後官運亨通，「符合其涉案後獲獎賞的推論」。然而，關於泰瑞爾自白的唯一記載出自莫爾之手，且「未曾發現任何實際的供詞」。A·J·波拉德對莫爾的敘述表示懷疑，認為此文「是眾多流傳說法之一的藝術加工」，甚至可能「完全是莫爾個人虛構」，因其與森林中的孩童故事相似性明顯。馬卡姆則認為莫爾的文字實為莫頓大主教所撰，並推論泰瑞爾是在1486年6月16日至7月16日間，於亨利七世頒布兩道赦免令之間受命行兇。
2024年，然而，國家檔案館重新發現一份1516年的遺囑登記副本，屬於泰瑞爾的嫂子瑪格麗特·卡佩爾（威廉·卡佩爾之妻），其中提到她將一條金鍊遺贈給兒子賈爾斯·卡佩爾，該鍊條曾屬其夫所有，而其夫據稱曾擁有這條原為愛德華五世所有的鍊條，可能是王子所配戴的官鍊。卡佩爾生前將其贈與妻子，該物件並未出現在其遺囑中，也未見於其子及後代的遺囑記錄中。雖然目前尚不清楚這條鍊鏈如何落入卡佩爾之手，但有史料顯示卡佩爾家族與泰瑞爾家族之間曾有首飾贈與與流通的紀錄。這一發現使學界對托馬斯·莫爾的說法重新產生關注。
理查三世的罪責在當時被廣泛接受。多位當代人士與編年史皆記錄了王子失蹤事件，並流傳將理查指為兇手的謠言，包括喬治·塞利（George Cely）、多米尼克·曼欽尼（Dominic Mancini）、約翰·魯斯（John Rous）、《法比安年鑑》（Fabyan's Chronicle）、《克羅蘭編年史》（Crowland Chronicler）及《倫敦編年史》（London Chronicle）等；其中僅曼欽尼表示自己不知真相，其餘皆提及對理查的指控。1484年1月，法國大法官拉姆·德·羅什福爾在圖爾召開的三級會議上，公開指認理查為王子謀殺的兇手。 伊麗莎白·伍德維爾似乎也認同此一說法，她後來轉而支持亨利·都鐸反對理查三世。一個可能的動機是，理查曾起誓保護伊麗莎白尚存的子女，使她的女兒們得以安全離開庇護所，減少被暗殺的風險，這與她兩個兒子被謀害的命運形成對比。
與當代觀點一致，許多現代歷史學家，包括大衛·史塔基、邁可·希克斯、海倫·卡斯特與A·J·波拉德，皆認為理查三世最有可能是王子被害的元凶。雖然亨利七世對理查三世發出的罪狀法案（Bill of Attainder）未明確指控其涉及王子失蹤，但文件中譴責理查犯下「不自然、惡劣且重大之偽誓、叛國、殺人，以及對嬰兒流血的殘酷行為和其他多種罪惡，為神與人所憎惡」。 「嬰兒流血」一詞可能即暗指王子遭到謀殺。希克斯推測，此語源自議會中譴責王子被害的演說，顯示理查三世的罪行在當時已是公開的秘密或普遍共識。

### 第二代白金漢公爵亨利·斯塔福德
理查三世的親信之一第二代白金汉公爵亨利·斯塔福德是否為王子失蹤案的嫌疑人，關鍵在於兩位王子是否早於他於1483年11月被處決前便已遇害。部分觀點認為，白金漢公爵可能具備多重動機。 他父系出自英格蘭愛德華三世，經由伍德斯托克的托马斯一系，母系則為冈特的约翰與其後代第一代森麻實伯爵約翰·蒲福，因此白金漢可能抱有王位野心；他也可能代表他人行事。
部分歷史學者，特別是保羅·默里·肯德爾，認為白金漢公爵是最可能的兇手。其於1483年10月叛變後被處決，可能反映與理查三世的決裂；艾莉森·韋爾認為，這或許意味王子之死未經白金漢知情，由此引發其震驚與背叛。 一份當時的葡萄牙文獻亦稱白金漢為元兇，內容記載：「……1483年愛德華王逝世後，格洛斯特公爵掌控韋爾斯親王與約克公爵，兩位王子，並將其交由白金漢公爵看守；二人最終在其看管下被餓死。」 此外，1980年於倫敦纹章院的檔案中發現一份成書於數十年後的文件，明確指出「兇手為白金漢公爵」。
基於此，邁克爾·班尼特提出一項假說，認為白金漢與詹姆斯·泰萊爾可能在未經理查同意的情況下擅自殺害王子。他指出：「當國王離開倫敦後，白金漢在首都擁有實質權力，而兩人會面一月後即爆發激烈爭執。」
白金漢是除理查三世外，唯一在當代編年史中被點名為嫌疑人的人物。然而，他單獨行動的可能性較低。其一，若他確為兇手，理查三世在其遭貶斥與處決後本可將責任歸咎於他，以自證清白，然而理查從未如此為辯。 其二，兩位王子被嚴密看守於倫敦塔中，白金漢若無理查協助，難以接觸他們。儘管保羅·肯德爾指出，白金漢身為英格蘭執政官，或許可不受此限制。
雖然白金漢涉案的可能性不容忽視，但其單獨犯案的說法並未被多數歷史學者接受。 傑瑞米·波特認為，若白金漢為兇手，理查選擇保持沉默或因無人會相信其與此事無涉；但他也強調：「歷史學界一致認為，白金漢絕不會在未獲理查授意或默許的情況下行動。」 波特同時推測，白金漢或許懷有奪位妄想，視謀殺王子為實現野心的第一步。 此一理論也成為莎倫·凱·彭曼歷史小說《光榮之陽》的情節基礎。

### 亨利七世
亨利七世在奪取王位後，處決了部分王位競爭者。 根據部分史料記載，理查三世的私生子格洛斯特的約翰亦是其中之一。 由於亨利自王子失蹤至1485年8月間皆身處海外，他若涉入謀害王子，唯一可能的時機即為1485年登基之後。歷史學者A·J·波拉德認為，亨利本人（或受其指使之人）為「唯一能取代理查三世的合理嫌疑人」。
亨利登基翌年，與王子們的長姊約克的伊莉莎白成婚，以鞏固其對王位的正當主張。為避免其王后或作為愛德華四世繼承人的身分遭受質疑，他於婚前廢除了先前將王子與伊莉莎白視為私生子的《王室頭銜法》。馬卡姆主張，王子是在1486年6月16日至7月16日之間，依亨利之命遭到處決，並聲稱直至此後，才開始散播理查三世謀害王子的說法； 然而，此一說法已被證實為錯誤。 馬卡姆亦指出，王子之母伊莉莎白·伍德維爾
知悉該說法為虛構，這也可能促使亨利於1487年2月剝奪其所有土地與財產，並將她幽禁於伯蒙德西修道院，「她六年後即於此地辭世」。
然而，阿琳·歐克蘭德（Arlene Okerlund）認為她進入修道院乃出於自願； 而麥可·班奈特（Michael Bennett）與提摩西·艾爾斯頓（Timothy Elston）則認為，該決定出於安全考量，為因應蘭伯特·西姆納爾假冒其子理查之身分所引發的潛在威脅。
波拉德認為馬卡姆的推論「過於臆測」，並指出亨利對王子失蹤保持沉默，更可能是出於「政治考量，而非個人罪疚」。 當時無任何同代人（包括亨利的政敵）指控他謀害王子；若當時社會普遍懷疑其涉案，應會出現相關指控。曾任理查三世協會主席的傑瑞米·波特（Jeremy Potter）指出：「與理查相同，並無任何實質證據證明亨利謀殺王子；若真是亨利所為，他很可能早已展示屍體，並編造一套巧妙說辭以嫁禍理查。」
此外，拉斐尔·霍林斯赫德（Raphael Holinshed）於1577年記錄理查「曾澄清並公開聲明自己與姪兒之死無關」，顯示王子確實在其統治期間遇害。 若王子在理查當政時仍然存活，他極不可能在謠言四起、外界普遍認為他殺害王子的情況下，仍將二人秘密藏匿達兩年之久。

### 其他嫌疑人
部分學者曾指控第一代诺福克公爵约翰·霍华德、玛格丽特·博福特女领主（亨利七世之母）或珍·修爾（愛德華四世的情婦）涉入王子失蹤案。2013年，菲莉帕·格雷戈里在BBC紀錄片《真正的白王后與她的對手》（The Real White Queen and her Rivals）中支持博福特涉案的理論， 然而該理論僅基於對其潛在動機的推測，缺乏具體證據支持。 對於這類說法，波拉德評論：「沒有一種值得認真看待。這些指控的問題在於，它們預設嫌犯能夠在理查毫不知情的情況下進入倫敦塔，卻忽略了理查本人正是負責保護其兩位姪子安全之人」。

### 倖存理論
歷史學家大衛·鮑德溫指出，亨利七世對王子失蹤案保持沉默，或許是因為其中至少一名王子仍然在世；他認為理查倖存的可能性較高，而愛德華則可能因病去世。 鮑德溫主張，王子們進入倫敦塔後發生的事「不可能完全無人知曉」； 他認為理查三世、亨利七世、朝廷要員以及王子之母皆應知曉兩名王子的下落與健康狀況。 鮑德溫進一步推測，若此情況屬實，亨利七世便面臨選擇：要麼對理查倖存一事保持沉默，要麼將其處決。他總結道：「他（亨利）樂於讓世人『以為』王子已遭謀殺，但不希望外界追問何時、由誰動手」。
在亨利七世統治期間，有兩人宣稱自己是逃過一劫的王子。蘭伯特·西姆納爾曾在都柏林被加冕為「愛德華國王」， 其支持者聲稱他即第十七代沃里克伯爵爱德华·金雀花。 此後，珀金·沃貝克出現在愛爾蘭，自稱是倖存的理查王子，自號為理查四世。 約克的瑪格麗特，理查三世的妹妹與勃艮第公爵夫人，正式承認沃貝克即理查。此外，這位堅決反對亨利七世的瑪格麗特也曾承認西姆納爾是沃里克。 蘇格蘭國王詹姆斯四世亦承認沃貝克為理查王子。沃貝克隨後試圖入侵英格蘭但失敗，被俘後撤回主張，最終遭監禁並處決。多數現代歷史學家認為他是冒名頂替者，其支持者主要是出於政治動機而接受其身分說法。
兩人曾自稱是理查王子的史實，這促使18世紀作家霍勒斯·沃波爾主張理查實際上逃過一死，而其中一人珀金·沃貝克，即為真正的理查。 這一觀點亦獲得蘇格蘭歷史學家馬爾科姆·萊恩的支持。然而，華波爾後來推翻了自己的主張，改而認為兩位王子確實遭理查三世殺害，以鞏固其王位。近代亦有作家支持沃貝克即理查的觀點，其中包括長年研究理查三世的自由撰稿人安妮特·卡森（Annette Carson）。 她主張，理查三世曾秘密將兩位王子送往海外，由他們的姑母——勃艮第公爵夫人負責監護，使他們得以隱姓埋名地成長。鮑德溫認為，理查此舉是為避免王子淪為反對勢力的象徵；但若將他們重新帶回宮廷澄清流言，又可能使其再次構成威脅。
這項理論亦獲菲莉帕·蘭利支持， 她因2012年發現理查三世遺骸而聲名大噪。蘭利指出，多份當代文件顯示，兩位王子於1493年仍在人世，並與歐洲王室保持聯繫。她進一步推測，歷史上所稱的蘭伯特·西姆納爾與珀金·沃貝克，其實正是沃里克伯爵與約克公爵理查的化身。其中一項證據是1493年一份據稱由理查本人撰寫的聲明，詳述他逃往歐洲的經過。此文件已由專家鑑定為15世紀末的真品；另一項記錄則顯示，神聖羅馬皇帝馬克西米利安一世曾藉由檢查一名男子身上的三處胎記，認定其即為理查王子本人。
2021年，「失蹤王子計畫」（Missing Princes Project）的研究人員宣稱發現證據，顯示愛德華王子在德文郡一個名為科爾德里奇的鄉村小村莊度過了晚年。他們將這位年僅13歲的王子與一名名叫約翰·埃文斯（John Evans）的男子聯繫起來。埃文斯約於1484年抵達該村，並立即獲得官方職位及莊園領主的頭銜。 研究員約翰·戴克（John Dike）注意到，埃文斯於1511年左右委託建造的科爾德里奇教堂中，包含約克家族的標誌及描繪愛德華五世的彩繪玻璃窗，這在當地相當罕見。

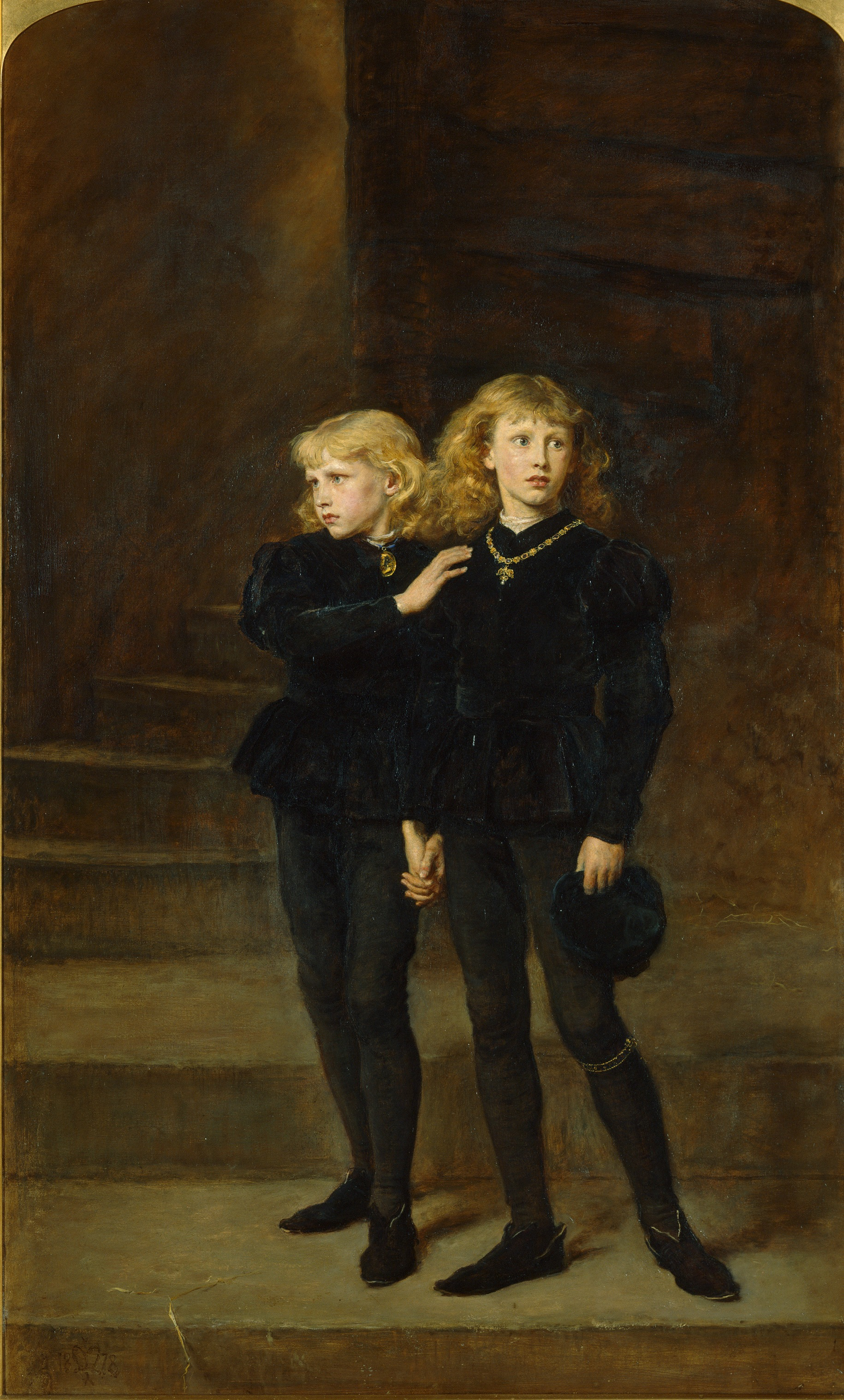
約翰·艾佛雷特·米萊於1878年創作的《1483年，倫敦塔中的兩位王子愛德華與理查》，為倫敦大學皇家霍洛威學院畫作收藏之一。畫中右側的愛德華五世左膝下佩戴著嘉德勳章。

「失蹤王子計畫」歷時五年的調查還發現，王子倖存至理查三世統治結束（即1485年8月22日之後）。這些新發現於2023年11月19日由菲莉帕·蘭利（Philippa Langley）發表在其著作《塔中的王子：破解歷史最大冷案》（The Princes in the Tower: Solving History's Greatest Cold Case）（The History Press）中。對愛德華四世兩位兒子的新檔案包括：計畫成員阿爾伯特·詹·德·魯伊（Albert Jan de Rooij）於法國里爾檔案庫中發現的一份1487年12月16日神聖羅馬皇帝馬克西米利安一世的帳目收據，證實其於1487年6月為約克派入侵購買的400根長矛，是代表愛德華四世的長子。
這些新證據於2023年11月18日在第四頻道播出一部長達1小時45分鐘的紀實特別節目《塔中的王子》（The Princes in the Tower），由Brinkworth Productions製作，Janice Sutherland執導。 該紀錄片亦於2023年11月19日在澳洲SBS播出，並於11月22日在美國PBS的《死者之謎》（Secrets of the Dead）系列中播映。 節目中，刑事律師羅布·賴德（Rob Rinder）調查了蘭利研究團隊提供的新證據。

## 影響

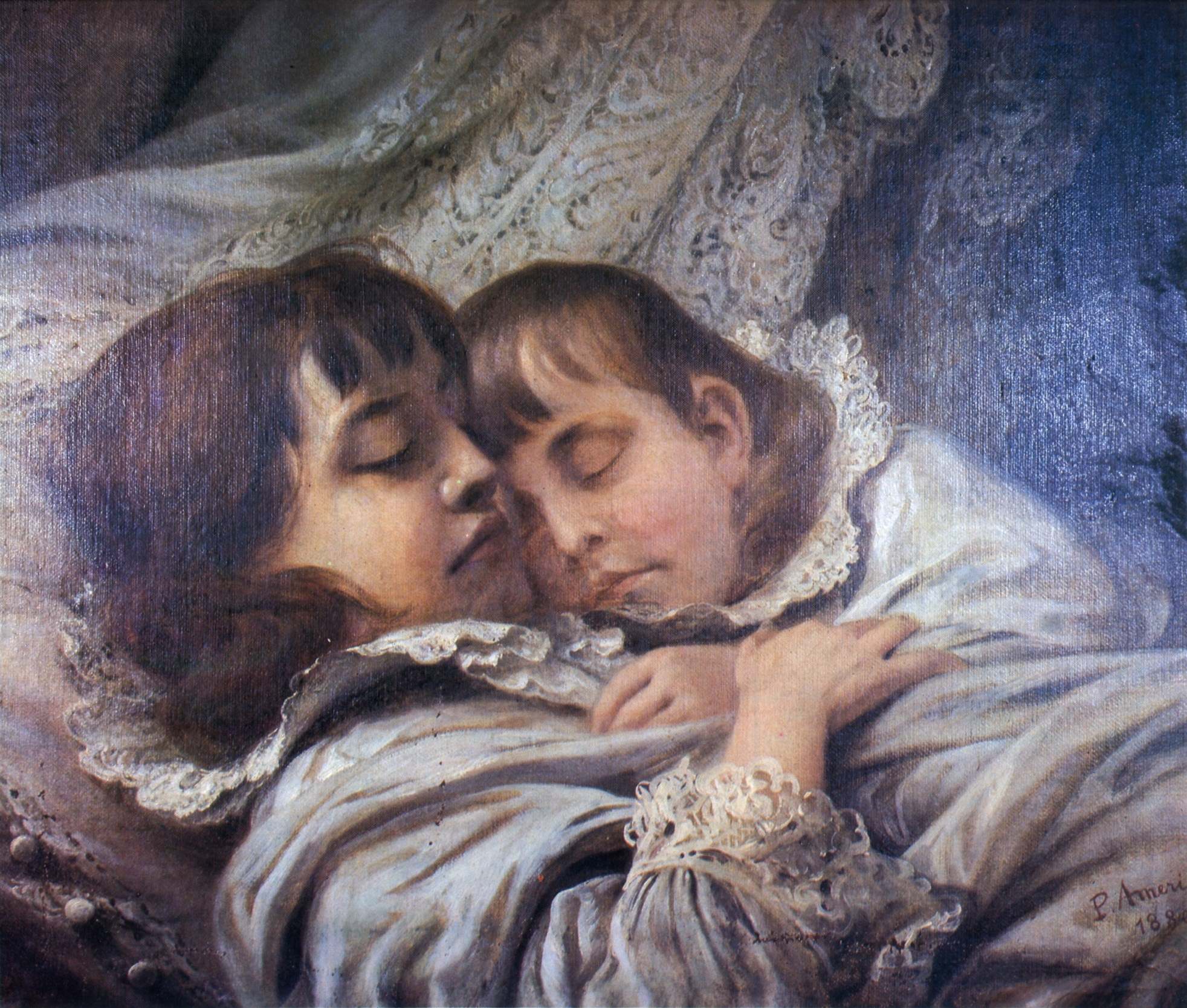
《愛德華四世的兒子們》，作者：佩德羅·阿梅里科

無論王子們究竟發生了什麼，他們失蹤的政治現實使人們普遍相信他們已被謀殺，而理查三世則被指責為兇手。 即使他並未直接對他們的死亡負責，但他罷黜了他們並將他們嚴密監禁，當時的人們理應認為他有責任照顧他們，而他們被謀殺的信念則使他背負了罪名。 正如鮑德溫為支持理查不會謀殺王子所作的結論指出：「若理查認為殺害侄子能鞏固其地位或使其更受臣民接受，這似乎令人難以置信。」 1483年9月的一次起義旨在推翻理查並恢復愛德華五世登基，並未因愛德華被謀殺的傳聞而停止。 相反，叛軍轉而支持亨利·都鐸作為可能的替代人選；霍洛克斯指出，若認為愛德華五世及其弟仍在，亨利都鐸將是「不可想像的選擇」。
安東尼·奇瑟姆（Anthony Cheetham）認為理查很可能謀殺了王子，並評論這是「一個巨大的錯誤，沒有其他事情能促使挫敗的伍德維爾家族投靠亨利·都鐸陣營」。 叛軍多為富有且強大的南方貴族，忠於愛德華四世，這暗示他們對理查篡奪王位深感厭惡： 他們願意支持一個看似不合理的替代人選作戰，顯示他們寧可接受任何人作王，也不願理查繼續為王，因為他的篡位及謀殺侄子。 班奈特推測，最初支持理查奪權的人或許因涉入此罪行而感到內疚，他認為「這或許能解釋事後對他的激烈指責」。 希克斯則推測這些人可能「對政權的性質感到震驚……對理查的罪行感到震驚」。 他們的倒戈嚴重削弱了理查，使他不得不在南方郡縣任命北方領主擔任官員以維持秩序，此舉極不受歡迎，進一步損害了他的聲譽。 波拉德指出：「人們相信他謀殺侄子，嚴重妨礙了理查鞏固其篡奪王位的努力。」

## 在大眾文化中
塔中的王子的謎團催生了多部暢銷小說，例如約瑟芬·泰伊的《時間之女》，以及菲莉帕·格雷戈里（Philippa Gregory）《表親之戰》系列的四部小說，持續吸引歷史學家與小說家的關注。

### 文學

#### 小說
- 威廉·莎士比亞 – 《理查三世》（約1595年）
- C. Lysah – 《塔中的小王子》（The Little Princes in the Tower）（1892年）[116]
- 約瑟芬·鐵伊 – 《时间的女儿》（1951年）
- 瑪格麗特·坎貝爾·巴恩斯（英语：Margaret Campbell Barnes） – 《都鐸玫瑰》（The Tudor Rose）（1953年）
- 羅斯瑪麗·霍利·賈曼（英语：Rosemary Hawley Jarman） – 《我們不說叛國》（1971年）
- 伊莉莎白·彼得斯（英语：Elizabeth Peters） – 《理查三世謀殺案》（1974年）
- 莎朗·凱·彭曼（英语：Sharon Kay Penman） – 《光榮之日（英语：The_Sunne_in_Splendour）》（1982年）
- 約翰·M·福特（英语：John M. Ford） – 《等待的龍：歷史的假面舞會（英语：The_Dragon_Waiting）》（1983年）
- 瓦萊麗·安德（英语：Valerie Anand） – 《玫瑰皇冠》（Crown of Roses）（1989年）
- 伊萊恩·M·阿爾芬（英语：Elaine M. Alphin） – 《時間錦標賽》（Tournament of Time）（1994年）
- 索尼婭·哈特奈特（英语：Sonya Hartnett） – 《王子們》（Princes）（1997年）
- 喬治·R·R·馬丁 – 《列王的纷争》（1998年）：書中描述兩名被認為是王子的男孩被發現上吊並焚燒的情節。馬丁的《權力的遊戲》部分靈感來自玫瑰戰爭。
- 安妮·伊斯特·史密斯（英语：Anne Easter Smith）
  - 《王冠之玫瑰》（A Rose for the Crown）（2008年）
  - 《約克的女兒》（The Daughter of York）（2008年）
  - 《國王的恩典》（The King's Grace）（2009年）
  - 《皇室情婦》（Royal Mistress）（2013年）
- 瑪格麗特·彼得森·哈迪克斯（英语：Margaret Peterson Haddix）
  - 《尋獲》（Found）（2008年）
  - 《寄送》（Sent）（2009年）
- 菲莉帕·格雷戈里
  - 《白王后》（2009年）
  - 《紅皇后》（The Red Queen）（2010年）
  - 《造王者的女兒》（The Kingmaker's Daughter）（2012年）
  - 《白公主》（The White Princess）（2013年）
- 傑森·查爾斯（英语：Jason Charles） – 《時間之爪》（2017年）
- 喬迪·泰勒 – 《最壞計劃》（2020年）

#### 非小說
- 霍勒斯·沃波爾 – 《理查三世生平與統治的歷史疑問》（Historic Doubts on the Life and Reign of Richard III）（1768年）
- 克萊門茲·馬卡姆姆（英语：Clements Markham） – 《理查三世：他的生平與性格》（Richard III: His Life and Character）（1906年）
- 奧黛麗·威廉森（Audrey Williamson） – 《王子之謎》（The Mystery of the Princes）（1978年）
- 賈爾斯·聖奧班（Giles St. Aubyn）– 《三王之年，1483》（Atheneum, 1983年）
- A·J·波拉德（英语：A. J. Pollard） – 《理查三世與塔中的王子》（1991年）
- 艾莉森·維爾（英语：Alison Weir） – 《塔中的王子》（1992年）
- 伯特·費爾茲（英语：Bert Fields） – 《皇室血脈：理查三世與王子之謎》（HarperCollins, 1998年）（ISBN 0-06-039269-X）
- 約瑟芬·韋爾金森（Josephine Wilkinson）– 《塔中的王子》（2013年）
- 約翰·阿什當-希爾（英语：John Ashdown-Hill） – 《“塔中的王子”的神話》（2018年）
- 納森·阿敏（Nathen Amin） – 《亨利七世與都鐸冒名者：西姆奈爾、沃貝克與華威克》（2020年）
- 菲莉帕·蘭利 – 《塔中的王子：解開歷史最偉大懸案》（The History Press, 2023年）

### 電視
英國情景喜劇《黑爵士》首季劇情設定為王子倖存並長大成人的滑稽另類歷史。主角愛德蒙·普蘭塔吉奈特（Edmund Plantagenet）之父理查王子即位為理查四世（Richard IV），後由亨利七世抹去其統治史蹟。
加拿大兒童紀錄片系列《神秘獵人》有一集專門探討失蹤王子的未解之謎。
1984年，英國第四台播出時長四小時的理查三世「審判」紀錄片），審理其謀殺王子罪名，由實際法官與匿名資深律師擔任，陪審團由普通公民組成，最終判決理查三世無罪。2005年，英國第四台與RDF媒體製作劇情片《塔中的王子》，講述珀金·沃貝克被訊問的過程，劇中瑪格麗特·博福特透露真正的王子仍在世，但因長年囚禁已精神失常。
日本動畫《黑執事》一集中，出現兩位年幼王子的幽靈。2013年BBC One十集電視劇《白皇后》改編自菲莉帕·格雷戈里的小說《白皇后》（2009）、《紅皇后》（2010）與《造王者的女兒》（2012）。2017年Starz迷你劇《白公主》改編自菲莉帕·格雷戈里的同名小說，推測理查王子的命運。
2023年，羅伯特·林德與菲莉帕·蘭利主持英國第四台節目《塔中的王子：新證據》。

## 另見
- 强迫失踪

## 註解
1. ↑  然而，實際上並無證據顯示泰萊爾曾坦承殺害王子，莫爾稱戴頓亦自白參與，但撰書時戴頓仍自由行動。換言之，無證據證明他們曾供出罪行，甚至不一定曾被審訊。[21]

## 書籍
- Thornton, Tim. "More on a Murder: The Deaths of the 'Princes in the Tower', and Historiographical Implications for the Regimes of Henry VII and Henry VIII". History 106.369 (2021): 4–25. online